# Бельсько
Бельсько (нім. Bielitz, пол. Bielsko, чеськ. Bílsko, сіл. Bjylsko) — історичне місто в Тешинській Сілезії, відомий промисловий центр, в 1951 році з'єднаний із сусіднім містом Біла-Краковська в одне місто Бельсько-Бяла.

## Історія

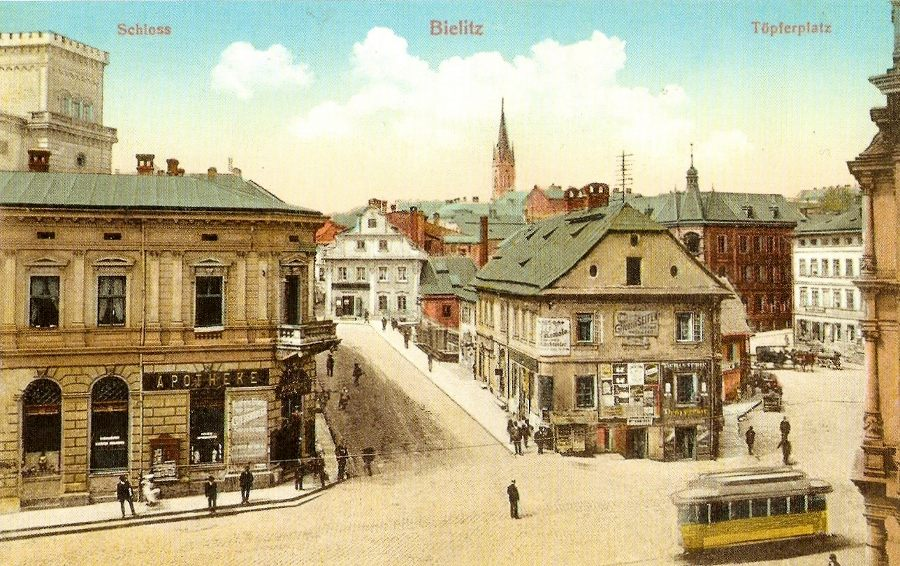
Листівка з Бельсько 1895 року.

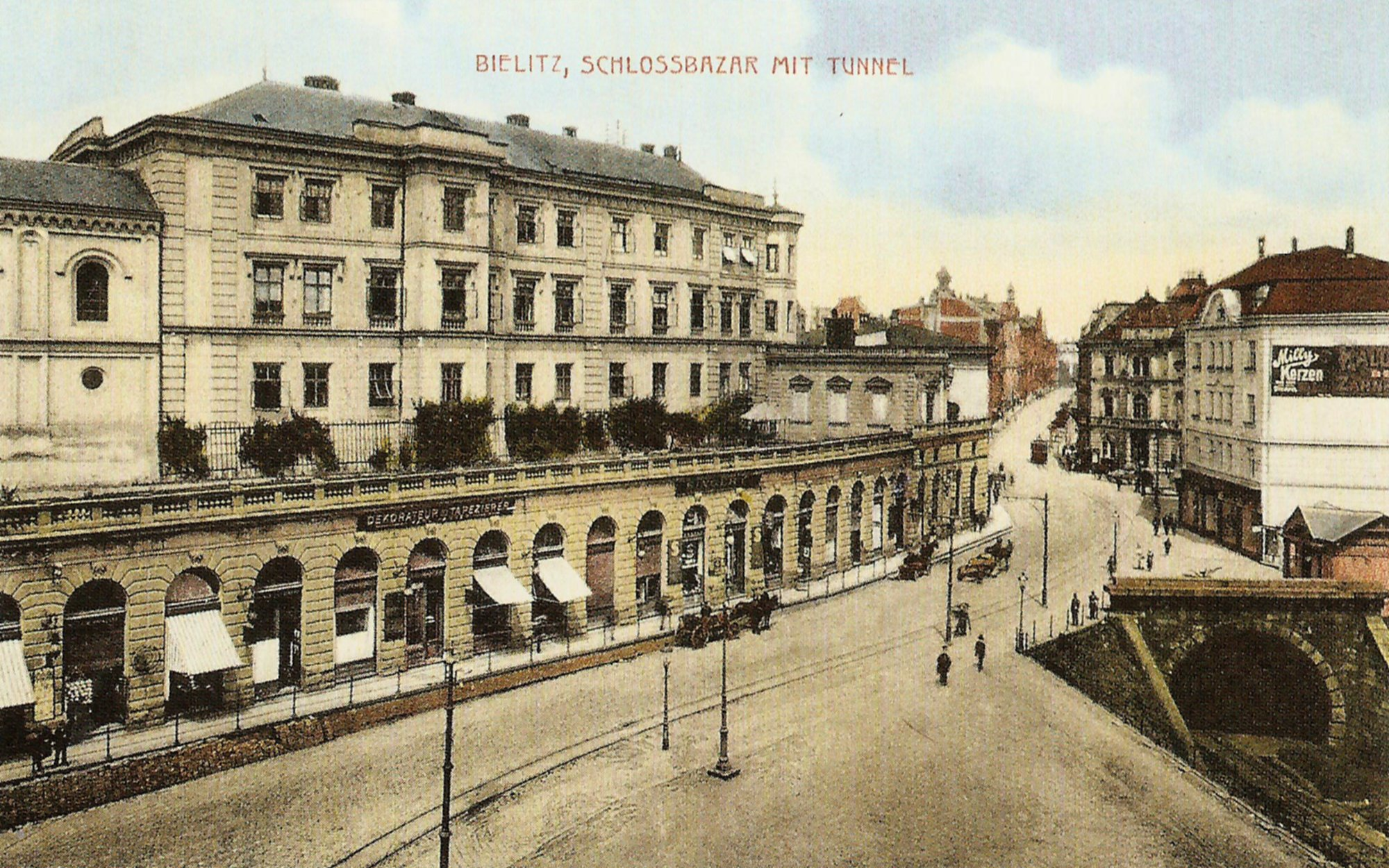
Замок Сулковських в 1915 році.

Герб міста Бельсько.

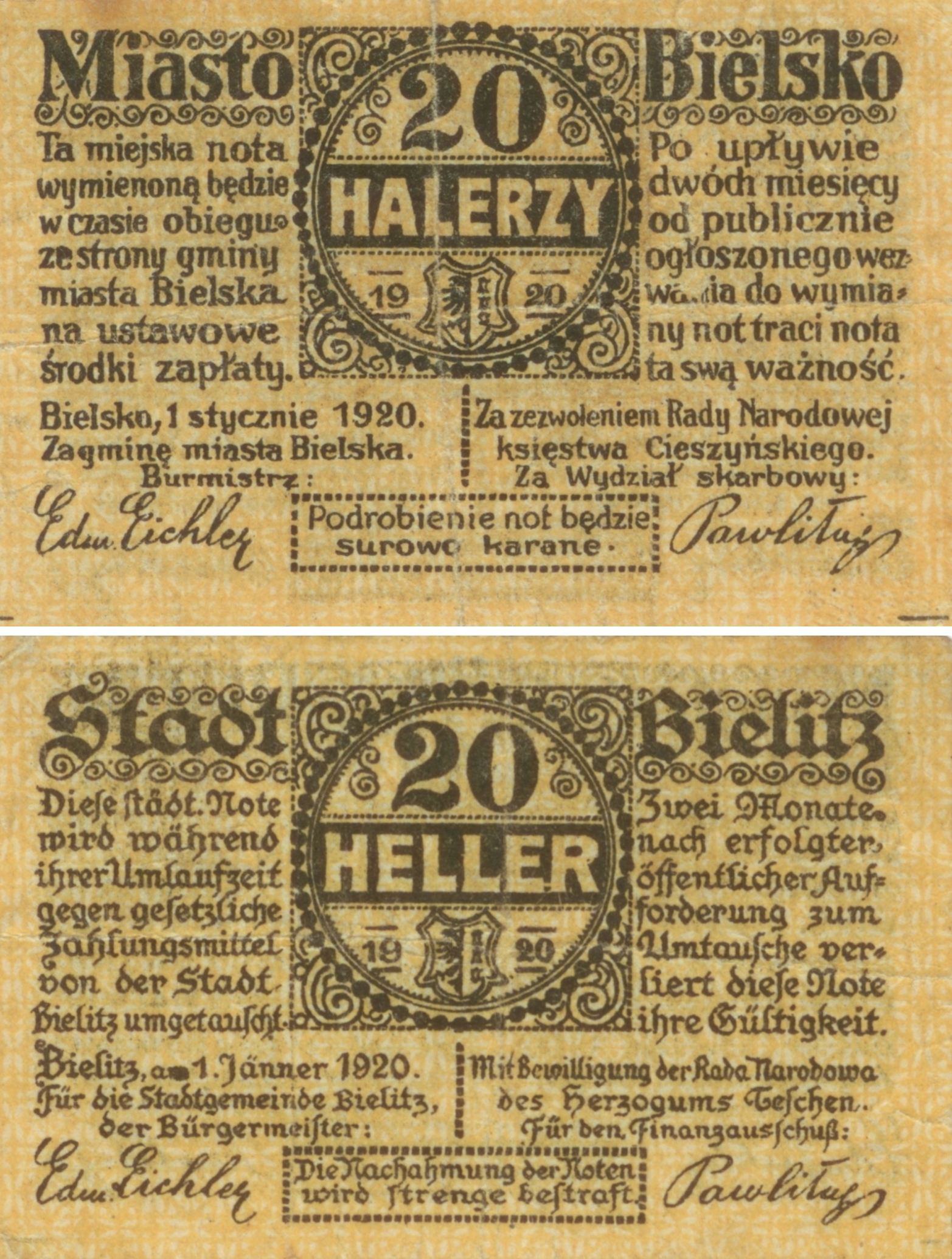
Нотгельди чвсів гіперінфляції. 20 хеллерів, 1920 рік

Перші згадки про місто з'явилися 1312 року. У XVII і XVIII століттях місто залишалося головним центром ремесла в Тешинському герцогстві, тут виробляли найкраще сукно в Сілезії і Чехії, що експортується в багато країн. 1750 року почали з'являтися перші мануфактури. Розвитку промисловості і торгівлі сприяло положення міста на кордоні Австрії, Польщі та Пруссії. 1752 року граф Александер Сулковський, перший міністр Августа III купив Бельсько, в 1754 році отримав від імператриці Марії-Терезії титул герцога і таким чином в період 1754—1848 років місто було столицею окремого Бельського герцогства (лат. Ducatus Bilicensis, нім. Herzogtum Bielitz), поки ця гілка роду Сулковських не виродилась, після чого Бельсько знову повернулося до Тешинського герцогства.
1806 року з'явився перший ткацький верстат, а 1811 р. була створена перша фабрика тканин братів Колбенхеєрів. У 1815 р. побудувана перша механічна прядильна фабрика. Однак зріст виробництва привів до кризи традиційних ремесел і банкрутства багатьох незалежних виробників. Скасування феодального устрою в середині XIX ст. дало можливість вільно розвиватися промисловості, яка за короткий час витіснила традиційні ремісничі майстерні. 
З 1775 року Бельсько було пов'язано з Віднем постійною лінією диліжанса, а з 1855 року залізничним сполученням. У другій половині XIX століття Бельсько було третім за величиною центром текстильної промисловості в Австро-Угорщині. Місцеві тканини конкурували з англійськими виробами, тут були розташовані кілька десятків фабрик текстильної та металургійної промисловості, так що місто отримало прізвисько Сілезький Манчестер. У 1864 році почав працювати газовий завод, в 1884 комутатор, в 1893 електростанція, в 1895 вулицями міста був пущений електричний трамвай. Нова забудова міста була заснована на зразках віденської архітектури. Побудували новий типовий залізничний вокзал, виникли міські базари, а на їх дахах сад.
7 листопада 1918 року, влада Бельсько оголосила єдність міста з Німецькою Республікою Австрія. Водночас, місто намагалися захопити польські сили, які формували свій уряд. 17 листопада польські війська увійшли до міста під командуванням генерала Францішека Александровича. Розуміючи крах ідеї у створенні «Німецької Австрії», 28 листопада бельські німці розпочали переговори з Національною радою Тешинського герцогства — органом польського національного опору. 7 грудня вони визнали верховенство Національної ради до наступної мирної конференції за умови дотримання автономії міста та збереження прав німецького населення. Наприкінці січня 1919 року Польсько-чехословацька війна змінила геополітичну ситуацію. Була створена Міжнародна комісія для контролю над Тешинською Сілезією до встановлення остаточних кордонів. 27 вересня 1919 року було висунуте рішення про проведення плебісциту в Тешинській Сілезії. Зрештою, однак, плебісцит не відбувся, а поділ Тешинської Сілезії відбувся 28 липня 1920 р. Східна частина регіону, разом з Бельсько, потрапила до Польщі, а в 1922 р. увійшла до Сілезького воєводства як повітове місто. Водночас включення міста до Польщі призвело до посилення польсько-німецьких націоналістичних конфліктів. Сілезький воєвода Міхал Гражинський виступав проти сильної полонізації Бєльсько. У 1919 році була заснована Перша польська школа, а в 1921 свою діяльність почала польська молодша школа. Незабаром розвиток німецької освіти майже припинився. У 1923 році польська мова була введена як офіційна. у 1929 році Законом Сілезького парламенту, після тривалого судового процесу з Міністерством внутрішніх справ, назви вулиць почали з'являтися виключно польські. На початку 1939 р. польські муніципальні органи почали звільняти німців з офісів і компаній, що погіршило і не без того напружені польсько-німецькі відносини.
3 вересня місто було окуповане німецькими військами, а Рудольф Візнер став бургомістром. 26 жовтня область Бельсько була об'єднана з Біло-Краківською та увійшла до складу рейхсгау «Bielitz-Ost». У вересні почалося переслідування єврейського та, в меншій мірі, польського населення — страти, арешти та депортації до трудових, а також до концентраційних таборів. Фабрики, що належали полякам і євреям до війни, перейшли до рук німецьких власників або перебували під керівництвом спеціальних комісарів (нім. Treuhänder). У 1941 році на колишній карантинній станції було утворене єврейське гетто, в якому проживало 460 осіб. До 1943 року більшість сімей єврейського походження були вислані з міста.
Під час Другої світової війни було зафіксовано кілька сотень партизанських операцій у Бельсько та прилеглих районах. Найсміливішою була операція відділу Народної армії, якою керував Юзеф Фаруга. З німецьких казарм було викрадено 31 карабіни, 3 пістолети та 1000 одиниць амуніції. Гестапо застосувало жорстокі дії, спрямовані на повну ліквідацію польського опору: у вересні 1942 року в Бельській інспекції АК була ліквідована, а в 1944 році було розкрито підпільну групу Бельської народної армії. 28-29 січня 1945 року міста поблизу Бельсько захопили радянські війська 1-ї армії під командуванням генерала А. Гречка і 38-ї армії під командуванням генерала К. Москаленка. Однак 12 лютого німці змусили радянські війська зупинитись на позиції і бої продовжувалися до квітня 1945 року. Після захоплення радянськими військами міста здійснювалися численні грабежі, вивозилося обладнання до СРСР із німецьких фабрик, також відомі численні випадки зґвалтувань. Через низку таких рейдів поміж радянськими військами та польським урядом виникали численні конфлікти.
12 червня відбулося перше засідання Народної повітової ради, на якому було вирішено місто Біло-Краківське повернути до складу Більського повіту. У 1946 р. всі промислові підприємства були націоналізовані. 27 липня 1946 р. почалася депортація німецького населення, натомість якого були переселені поляки зі Станіслава та Золочева.
1 вересня 1947 року була заснована Експериментальна кіностудія, яка почала працювати на базі редакції «Робітнича трибуна», офіс якої створили в Катовицях, у 1948 році перенесений до Вісли, а потім до Бельсько. На цій студії почали знімати перші анімаційні фільми у Польщі, найвідоміший з яких «Болек і Льолек»(1963—1986) та «Рекс» (1967—1990). У 1947 році було засновано театр ляльок "Banialuka". Офісом театру став колишній єврейський культурний центр Хаїм Нахманн. У 1881—1939 рр. перед театром знаходилася будівля синагоги, зруйнована німцями під час окупації. З 1969 року театр став організатором Міжнародного фестивалю ляльок.1 січня 1951 р. Бельско і Біла-Краківська були об'єднані в єдине місто під назвою «Бельсько-Бяла», що дало промисловості більш динамічний розвиток. Після тривалих суперечок і обговорень було вирішено, що місто увійде до складу Катовицького воєводства.